# Anikétos
Anikétos (starořecky Ἀνίκητος - Anikétos) je v řecké mytologii syn Hérakla a jeho manželky Heby, dcery boha Dia a bohyně Héry.
Po smrti hrdiny Hérakla, jehož zabila otráveným pláštěm jeho manželka Déianeira, snesla se z Olympu k jeho pohřební hranici bohyně Athéna s poslem bohů Hermem a odvezla ho na zlatém voze na Olymp. Největšího řeckého hrdinu pak vřele přivítali všichni olympští bohové a dokonce i Héra přemohla starou nenávist a dala mu za manželku svou dceru Hébé, bohyni věčného mládí.
Nejvyšší bůh Zeus si s ním sedl za stůl bohů, pohostil ho nektarem a ambrózií a za jeho hrdinské činy mu daroval nesmrtelnost. Z manželství Hérakla a Heby se narodili synové Alexiares a Anikétos.